# Wola Przybysławska
Wola Przybysławska (prononciation : [ˈvɔla pʂɨbɨˈswafska]) est un village polonais de la gmina de Garbów dans le powiat de Lublin de la voïvodie de Lublin dans l'est de la Pologne.
Il se situe à environ 24 kilomètres au nord-ouest de Lublin (siège du powiat et capitale de la voïvodie).
Le village compte approximativement une population de 1 416 habitants.

## Histoire
De 1975 à 1998, le village est attaché administrativement à l'ancienne Voïvodie de Lublin.

Depuis 1999, il fait partie de la nouvelle voïvodie de Lublin.